# Eulerova konstanta
Eulerova konstanta nebo též Eulerova–Mascheroniho konstanta je matematická konstanta používaná v teorii čísel a v analýze. O této konstantě není známo, zda je racionální, či iracionální.
Eulerova konstanta je přibližně 0,577 215 664 901 532 860 606 512 090 082 402 431 042 159 335 939 92 … .

## Definice
Nejsnadněji lze tuto konstantu definovat jako následující limitu:
{\displaystyle \gamma =\lim _{n\to \infty }\left(1+{\frac {1}{2}}+{\frac {1}{3}}+\dots +{\frac {1}{n}}-\ln n\right)}
Je obecně známo, že harmonická řada vyskytující se v limitě je řadou divergentní, má tedy nekonečný součet. To, že výše uvedená limita je vlastní, naznačuje skutečnost, že pro velká {\displaystyle n} je možné částečný součet harmonické řady aproximovat až na Eulerovu konstantu přirozeným logaritmem.

## Geometrická představa

Obsah modré plochy se rovná Eulerově konstantě

Hodnotu konstanty {\displaystyle \gamma } si lze představit i geometricky. U grafů funkci
{\displaystyle f(x)={\frac {1}{\lfloor x\rfloor }},}
{\displaystyle g(x)={\frac {1}{x}},}
kde {\displaystyle \lfloor x\rfloor } značí (dolní) celou část čísla {\displaystyle x}, je obsah plochy mezi těmito dvěma grafy pro x od 1 do nekonečna právě roven Eulerově konstantě {\displaystyle \gamma }:
{\displaystyle \gamma =\int _{1}^{\infty }\left({\frac {1}{\lfloor x\rfloor }}-{\frac {1}{x}}\right)dx.}